# NGC 2985
NGC 2985 là một thiên hà xoắn ốc nằm trong chòm sao Đại Hùng. Nó nằm ở khoảng cách khoảng 70 triệu năm ánh sáng từ Trái đất, với kích thước rõ ràng của nó, có nghĩa là NGC 2985 có chiều dài khoảng 95.000 năm ánh sáng. Nó được phát hiện bởi William Herschel vào ngày 3 tháng 4 năm 1785.
Thiên hà được nhìn thấy với độ nghiêng 37 độ.  Thiên hà có một hạt nhân sáng từ đó phát ra nhiều mảnh xoắn ốc được quấn chặt. Vô số nút thắt màu xanh có thể nhìn thấy ở đĩa thiên hà. Ở phần bên ngoài của thiên hà là một nhánh xoắn ốc khổng lồ tạo thành một giả hành bao quanh thiên hà. Phần bên trong của thiên hà, nơi quan sát thấy sự hình thành sao hoạt động, đã được tìm thấy là không ổn định, trái ngược với phần ổn định bên ngoài. Nó đã được đề xuất rằng sự hiện diện của các đám mây phân tử chiếm sự bất ổn của khu vực.
Hạt nhân của NGC 2985 đang hoạt động và dựa trên phổ của nó đã được phân loại là LINER. Lý thuyết được chấp nhận nhiều nhất cho nguồn hoạt động là sự hiện diện của một đĩa bồi tụ xung quanh một lỗ đen siêu lớn. Khối lượng của hố đen siêu lớn ở trung tâm của NGC 2985 được ước tính là 160 triệu (10 8.2) M ☉, dựa trên sắc phân tán vận tốc. Sự phân tán vận tốc là bất đẳng hướng, và thay đổi theo góc phương vị. Tốc độ quay của thiên hà tại bán kính hiệu dụng của nó là 222,9 ± 31,2 km / s.
NGC 2985 là thành viên sáng nhất của một nhóm thiên hà được gọi là nhóm NGC 2985. Các thành viên khác của nhóm bao gồm NGC 3027, cách đó 25 phút. Các thiên hà khác gần đó bao gồm NGC 3252 và NGC 3403.